# Stilpon campestris
Stilpon campestris är en tvåvingeart som beskrevs av Meg S. Cumming 1992. Stilpon campestris ingår i släktet Stilpon och familjen puckeldansflugor.
Artens utbredningsområde är Saskatchewan. Inga underarter finns listade i Catalogue of Life.